# Stefan Kleinkrieg

Stefan Kleinkrieg 2004

Stefan Kleinkrieg (* 29. Dezember 1955 in Hagen in Westfalen als Stefan Klein) ist ein deutscher Rockmusiker und wurde vor allem durch die Band Extrabreit als „Stefan Kleinkrieg“ bekannt.

## Leben
Er wurde am 29. Dezember 1955 in Hagen in Westfalen als Stefan Klein und als das älteste von zwei Kindern seiner Eltern, Hans Peter und Marion Klein geboren. Er ist mit Eva Maria Klein verheiratet und lebt kinderlos in Hagen. Stefan Kleinkrieg ist das letzte verbliebene Gründungsmitglied von Extrabreit und ist musikalisch mit der Band nach der Reunion 2002 noch heute live und im Studio aktiv.

### Musikalischer Werdegang
Kleins Interessen galten schon früh der Musik. Nachdem er ein paar Akkorde auf der Gitarre gelernt hatte, gründete er mit dem auch bei Extrabreit spielenden Rolf Möller die Band „Staub“. Später spielte er in einer Band mit dem Namen „Fantastic Motorcraft“, der ebenfalls wie Staub keine Erfolge beschieden waren.
Er machte dann eine Ausbildung zum Schaufenstergestalter im Kaufhof Hagen und leistete seinen Militärdienst bei den Sanitätskräften der Bundeswehr ab. Von der für ihn neuartigen Musik der Sex Pistols fasziniert überredete er seinen Freund Gerhard Sperling alias „Käptn Horn“, sich ein Schlagzeug zu kaufen, um die Band „Extrabreit“ in ihrer Urform zu gründen. Komplettiert wurde die Band durch den Ex-Ramblers-Bassisten Ralf „Rava“ Denz und den Ex-Liedermacher Horst Werner Wiegand.
In dieser Besetzung gab es nur ein paar Auftritte, nennenswertes Tonmaterial ist nicht erhalten geblieben. Die Band erlebte mehrere Umbesetzungen und war dann zur Zeit der Neuen Deutschen Welle eine der führenden Musikgruppen in Deutschland.

## Name
Zunächst trat Stefan Kleinkrieg unter seinem Namen Stefan Klein auf. Bei dem ersten Auftritt von Extrabreit mit dem Sänger Kay-Oliver Schlasse kündigte Stefan Klein den neuen Sänger als „KAI HAVAII, die Sirene aus Übersee“ an. Dieser revanchierte sich und bedankte sich am Mikrofon bei „Stefan Kleinkrieg“. Für beide wurde an diesem Abend der bleibende Künstlername gefunden. Der Name Stefan Kleinkrieg wird auch durchgängig in der Band Extrabreit verwendet.
Seine Soloprojekte wurden unter dem simplifizierten Namen „Kleinkrieg“ veröffentlicht.
Seit einigen Jahren kürzt Stefan Kleinkrieg sich mit dem Begriff „St. Kleinkrieg“ ab. In internen Kreisen hat sich aus der Schreibweise „St. Kleinkrieg“ auch der Name „Sankt Kleinkrieg“ entwickelt.

### Erfolg mit Extrabreit
Zwei Goldene Schallplatten und mehrere ausverkaufte Tourneen, Titelseiten und Storys in den führenden Jugendzeitschriften kennzeichneten die beginnenden 1980er Jahre.
Mit dem neu zur Band gestoßenen Sänger Kai Schlasse aka „Kai Havaii“ bildete Klein, der ab jetzt unter dem Pseudonym „Stefan Kleinkrieg“ auftrat, eine Liederschreiber-Partnerschaft, die sich durch die ganze Karriere von Extrabreit zog und noch zieht. Als Texter tritt Klein nicht so häufig in Erscheinung, aber einige der Extrabreit-Klassiker stammen aus seiner Feder. „Lottokönig“, „Busbaby“, „Liebling“, „Joachim muss härter werden“ und „Augen zu und durch“ zählen dazu. Seit 2002 tritt die Band in der bis heute aktuellen Besetzung jedes Jahr im Rahmen ihrer Weihnachts-Blitztournee wieder öffentlich auf. Was mit 5 Konzerten im ersten Jahr begann, hat sich zu einer veritablen Tournee mit bis zu 17 Konzerten entwickelt. Den Abschluss bildet dabei jedes Mal der Auftritt in der ausverkauften Markthalle in Hamburg mit zuletzt über 1.200 feiernden Fans. Am 1. Dezember 2018 feierten Extrabreit ihr 40-jähriges Bühnenjubiläum mit einem Konzert in der Stadthalle Hagen, der Heimatstadt der Band vor knapp 2.000 Besuchern. Leider zwang die Corona-Pandemie auch Extrabreit in die Knie. Die Weihnachts-Blitztournee musste sowohl 2020 als auch 2021 abgesagt bzw. verschoben werden. Stefan Kleinkrieg nutzte den Sommer 2021 zur Produktion eines weiteren Solo-Albums.

### Projekte mit anderen Musikern
Stefan Kleinkrieg schrieb zusammen mit Udo Lindenberg das Lied „Kralle“, das auf Lindenbergs Album „Odyssee“ von 1983 veröffentlicht wurde. Bei diesem Stück spielte er auch Gitarre. 1987 schrieb und produzierte Stefan Kleinkrieg mit Peter Szimanneck die Single „Love of my Life“ für den Sänger Joe Galushi († 2000). Ein Charterfolg war das Lied nicht. 1996 kam es zu einer Zusammenarbeit mit der Fun-Punk-Band „Die heiligen Drei Könige“. Auf dem Album „Pogo Lounge“ spielt Stefan Kleinkrieg im Stück „Jägermeister“ die Leadgitarre. Im Sommer 2021 veröffentlichte die Band Ohrenfeindt mit dem erneut vom Gespann Viper/Laut produzierten Schlaflied die erste 7-inch-Vinyl-Single der Bandgeschichte, die gleichzeitig auf der B-Seite auch ihre erste offiziell veröffentlichte Cover-Version enthielt: Ein Loch in der Tasche von Marius Müller-Westernhagen. An der Gitarre assistierte Stefan Kleinkrieg von Extrabreit.

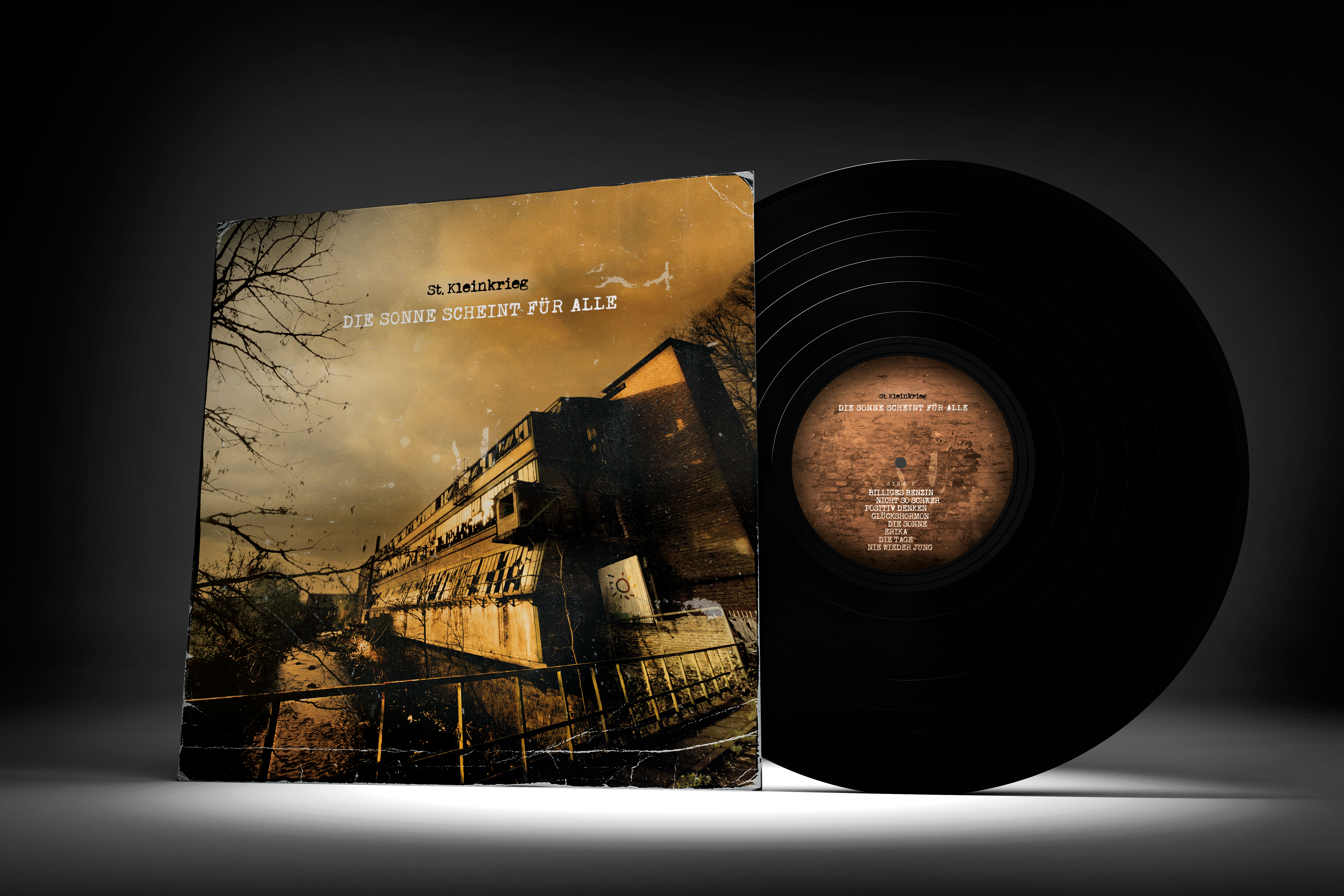

### Soloprojekte und Soloalben
Die ständigen Pausen bei Extrabreit nutzte Klein immer wieder zu Soloambitionen. Die erste Soloproduktion war das Lied „Volmestrand“ und wurde 1982 auf der Compilation „Alles aus Hagen“ (Tonträger 58) veröffentlicht. 1984 veröffentlichte Stefan Kleinkrieg mit „Nur für Jungs“ sein erstes von drei offiziellen Soloalben. „Nur für Jungs“ war ein mit den Extrabreit-Kollegen Hunter und Public Uli eingespieltes Rockalbum, mit dem es auch eine ausgedehnte Tournee gab.
Mit dem Album blieb Stefan Kleinkrieg eher dem von Extrabreit vorher gespielten Rock-Stil treu, während Extrabreit zur gleichen Zeit neue musikalische Stilrichtungen ausprobierte. Daher war das Album „Nur für Jungs“ unter den Extrabreit-Fans sehr beliebt. Von dem Album wurden mit "Rif Raf, Seemann" und "Ich schreib es an den Himmel" drei Auskopplungen veröffentlicht.
1990 wurde unter dem Titel Kleinkrieg dieses Album als CD veröffentlicht. Bei der CD-Version fehlen allerdings 5 Titel vom Original.
1989 veröffentlichte Stefan Kleinkrieg das in England aufgenommene Album „Vive la KaBum“ unter dem Projektnamen „Mona Liza Overdrive“. Auf diesem Album spielt eine Reihe renommierter Rockmusiker, wie Don Airey, (Gary Moore), Neil Murray (Whitesnake) und Brian Robertson (Thin Lizzy), die Stefan Kleinkrieg durch seinen Produzenten, Kit Woolven (u. a. Thin Lizzy) kennenlernte.
Vive la KaBum erhielt fast durchgängig gute Kritiken und wird immer noch in Tausch- und Gebrauchtbörsen gehandelt. Mit Wanrdin’ Star gab es eine Singleauskopplung.
Nach der offiziellen aber wie sich zeigte, nur vorübergehenden Auflösung der Gruppe Extrabreit 1998, veröffentlichte Stefan Kleinkrieg 2001 unter dem Künstlernamen „Kleinkrieg“ das Album „Säure“, auf dem eine sehr düstere Stimmung vorherrscht, und ihm wohl dadurch durchweg schlechte Kritiken einbrachte. Auch die Texte auf diesem Album zeugen von Verlust und Hoffnungslosigkeit. „Ich bin an guter Laune nicht mehr interessiert!“ war der Kommentar des Musikers. Eine Single dieses Album wurde nicht veröffentlicht. Weitere Soloalben folgten. "Im Moment für Immer" und "Abgelehnt", beide 2020 auf unterschiedlichen Labels. Bei dem letzten Album handelt es sich um eine Sammlung "abgelehnter" Werke, die es nie auf ein Album seiner Band Extrabreit geschafft haben.
Am 25. Februar 2022 erschien das Album „Die Sonne scheint für alle“ auf dem Extrabreit-Label „Premium Records“ im Vertrieb von Soulfood/Believe. Bereits am 4. November 2021 veröffentlichte das Label das Video zu "Billiges Benzin". Am 4. März 2022 stieg zum ersten Mal mit Platz 51 ein Solo-Album von Stefan Kleinkrieg in die offiziellen Deutschen Albumcharts ein.